# Blanche Wiesen Cook

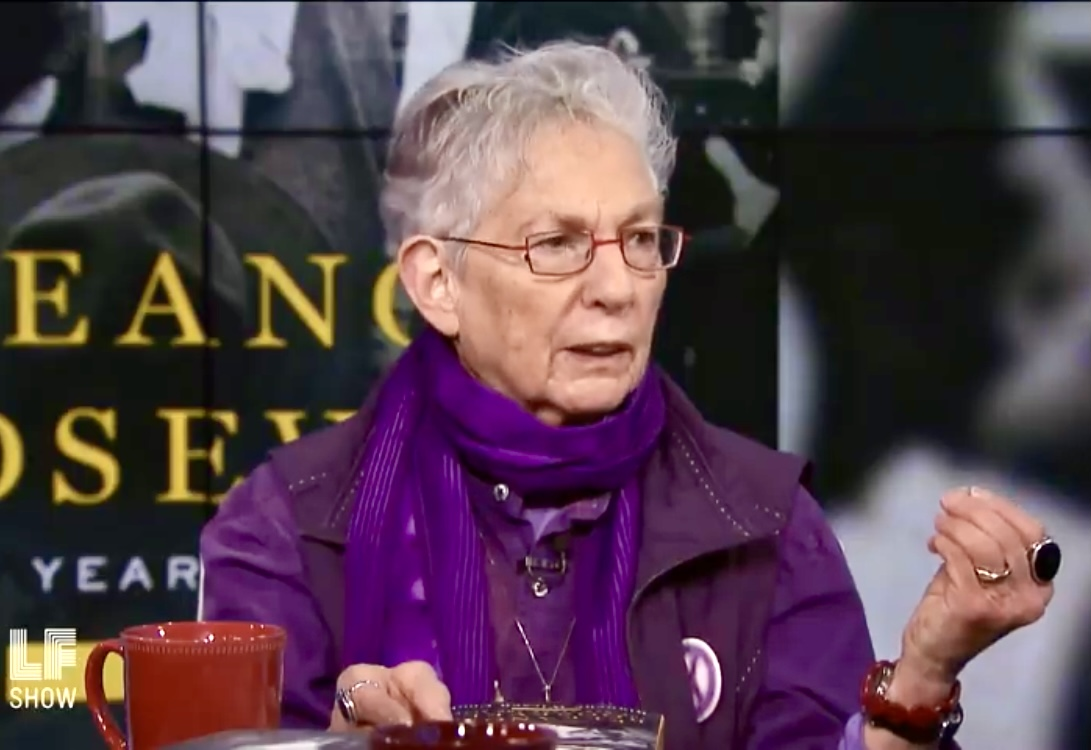
Blanche Wiesen Cook in The Laura Flanders Show im Jahr 2018

Blanche Wiesen Cook (* 20. April 1941 in New York City) ist eine US-amerikanische Historikerin und Schriftstellerin.

## Leben
Cook studierte Geschichte. Als Hochschullehrerin war sie am John Jay College of Criminal Justice und am CUNY Graduate Center der City University of New York tätig. Als Autorin schrieb sie mehrere Bücher, u. a. über Crystal Eastman, und diverse Artikel in verschiedenen Zeitungen und Magazinen. Besondere Bedeutung als Historikerin hat sie für ihre drei Bände über das Leben von Eleanor Roosevelt.
2025 wurde Cook zum Mitglied der American Academy of Arts and Sciences gewählt.

## Werke (Auswahl)
- 1976: Toward the Great Change: Crystal and Max Eastman on Feminism, Antimilitarism, and Revolution
- 1978: Crystal Eastman on Women and Revolution
- 1981: The Declassified Eisenhower: A Divided Legacy of Peace and Political Warfare
- 1992: Eleanor Roosevelt: Volume One 1884–1933 (publiziert 1992)
- 2000: Eleanor Roosevelt: Volume 2, The Defining Years, 1933–1938 (2000)
- 2016: Eleanor Roosevelt, Volume 3: The War Years and After, 1939–1962 (2016)

## Auszeichnungen und Preise (Auswahl)
- 2010: Bill Whitehead Award for Lifetime Achievement von Publishing Triangle
- 1992: Los Angeles Times Book Prize